# Liste der Kulturdenkmäler in Seehausen (Bremen)
In der Liste der Kulturdenkmäler in Seehausen sind alle Kulturdenkmäler des Bremer Ortsteils Seehausen aufgelistet.
Grundlage ist die vom Landesamt für Denkmalpflege Bremen (LfD) veröffentlichte Landesdenkmalliste. Die amtlichen Daten wurden direkt aus einem Export der Denkmaldatenbank beim LfD 
mit dem Stand von März 2025 übernommen.

## Hinweise
Weitere Erläuterungen zum Aufbau dieser Liste und zu ihrem Inhalt bietet die Seite Inhalte der Tabellen.
Die anklickbare Karte rechts leitet zu den Listen der anderen Stadtteile. Auf der Übersichtsseite befindet sich eine größere Karte.
Wichtig für Autoren:  Links zu Artikeln oder Architekten sowie Bilder oder Koordinaten der Objekte auch/nur in die Ergänzungsliste eintragen, da die Tabelle mittels Datentechnik erstellt wird. Änderungen in der Tabelle von Hand werden sonst beim nächsten Update überschrieben.
|  | Mit dem Bremer Express-Upload können Bilder mit automatischer Zuordnung zu den Objekten auf Commons hochgeladen werden. Bitte dazu auf das Kamera-Symbol in der jeweiligen Tabellenzeile klicken. Eine Kurzinformation bietet diese Projektseite. |

## Denkmalliste Seehausen
| Objekt                                | Typ                                | Baujahr                 | Architekt/Künstler      | Adresse                          | Koordinaten Wikidata | Art? | Objekt-Nr.? | Bild |
| ------------------------------------- | ---------------------------------- | ----------------------- | ----------------------- | -------------------------------- | -------------------- | ---- | ----------- | ---- |
| Glockenstein                          | Denkmal, Mal                       | 1357                    |                         | Am Glockenstein gegenüber Nr. 32 | Lage Q45208266       | ED   | 0483        |      |
| Kirche Seehauser Landstraße 166       | Kirche, Gemeindehaus, Leichenhalle | um 1250 1885 1895 1928  |                         | Seehauser Landstraße 166, 168    | Lage Q107185204      | DG   | 5422        |      |
| Ev. Kirche St. Jacobi                 | Kirche, Kirche ev.                 | um 1250 1637, 1797 1889 |                         | Seehauser Landstraße 168         | Lage Q2318841        | ED   | 1136        |      |
| Pfarrhaus Seehauser Landstraße 166    | Pfarrhaus                          | 1885 1895               |                         | Seehauser Landstraße 166         | Lage Q107185208      | BT   | 4170        |      |
| Leichenhalle Seehauser Landstraße 166 | Leichenhalle                       | 1928                    | Eeg, Carl Runge, Eduard | Seehauser Landstraße 166, 168    | Lage Q107185214      | BT   | 4171        |      |
| Turnhalle Seehauser Landstraße 166    | Turnhalle, Stall                   | 1895                    |                         | Seehauser Landstraße 166         | Lage Q107185223      | BT   | 6032        |      |

Anzahl der Objekte in Seehausen (Bremen): 6, davon mit Bild: 2 (33 %).